# Markens vattengenomsläpplighet
Markens vattengenomsläpplighet är den mängd vatten som kan rinna igenom marken på en viss tid. Ibland används även termen hydraulisk konduktivitet för detta, eller slarvigare "permeabilitet" som är en ren materialegenskap och inte associerat till enbart vatten. SI-enheten är meter/sekund (m/s), men utomlands används ibland enheterna meter/dygn och centimeter/timme. Markens vattengenomsläpplighet definieras i Darcys lag.
Grundvattnets hastighet i mer genomsläppliga jordar och normal topografi, bestäms till del av vattengenom-släppligheten och blir i storleksordningen som snigelfart under naturliga betingelser. Det kan i extrema fall vid stor grundvattenpåverkan (grundvattenuttag) bli åtskilliga tiotals meter per dygn. Så vanligtvis är grundvattenhastigheten en långsam företeelse.

## Variationer
Markens vattengenomsläpplighet varierar dels beroende på markens porstorleksfördelning, dels mellan olika vattenhalter i marken. Variationerna kan vara mycket stora.

### Porstorleksfördelningens betydelse
Porstorleksfördelningen i marken har en avgörande betydelse för markens vattengenomsläpplighet. Generellt gäller att ju större markporer, desto större vattengenomsläpplighet. Speciellt närvaron av makroporer ger marken en mycket god vattengenomsläpplighet vid mättade flöden, vilket kan visas av ekvationen
{\displaystyle K={\dfrac {1}{8{\eta }\tau }}\Sigma (\Delta \theta _{i})r_{i}^{2}}
där
K = markens vattengenomsläpplighet (m/s)
η = dynamisk viskositet (Pa s)
τ = tortousitet (dimensionslös)
θ = vattenhalt i marken (dimensionslös)
r = markporens ekvivalentradie (m)
På grund av markens kapillaritet, blir det omättade flödet betydligt lägre i marken än det mättade flödet. Vattnet kan ju bara rinna i redan vattenfyllda markporer, vilket vanligtvis innebär de mindre markporerna.  Sambandet mellan förändring i vattenhalt och markporens ekvivalensradie framgår av pF-kurvan.
Markens porstorleksfördelning är i praktiken en funktion av markens textur och struktur.

#### Enkelkorniga jordarter
Då markporernas storlek är proportionell mot kornstorleken, får sandjordar och grovmojordar ofta en god vattengenomsläpplighet. Mjälajordar får däremot ofta en låg vattengenomsläpplighet.
För kornfraktioner i renbestånd kan vattengenomsläppligheten beräknas med den förenklade ekvationen K = 5 D2 där 
- K = markens vattengenomsläpplighet (m/s)
- D = korndiameter (m)

#### Leror
För lerorna är sambandet mera komplext, beroende på lerornas krympande och svällande egenskaper. Många lerjordar spricker upp vid torka. Dessa sprickor ger tillsammans med rotgångarna en mycket god vattengenomsläpplighet. På hösten när lerorna åter blir fuktiga, sväller lerorna upp och sprickorna försvinner. Då blir lerjorden mycket tät och svårgenomtränglig. Lermineralet bentonit används därför som tätningsmedel vid dammvallar och dylikt.

#### Moränjordar
Då moränjordar består av många olika kornstorlekar, tenderar de mindre partiklarna att sätta sig i mellanrummet mellan de större partiklarna. Det gör att markporerna ofta kan bli mycket små, vilket avsevärt kan sänka vattengenomsläppligheten i moränjorden jämfört med i mer ensartade jordtyper såsom t.ex. grus, sand och silt, trots att morän ofta är en blandning av just dessa typer. Blandningen reducerar alltså genomsläppligheten, liksom att just de minsta förekommande jordkornen i stor utsträckning avgör genomsläpplighetens storlek för hela kornstorleksfördelningen.

### Markvattenhalt
För de alla mineraljordar och de flesta organiska jordar finns markvattnet i de mindre porerna och markluften i de större porerna. Detta beror på den negativa bindningsvinkel mellan vattenmolekylen och markpartiklarna (kapillär bindning). 
Markvatten kan bara rinna i de markporer, som redan är fuktiga. Sålunda är markens vattengenomsläpplighet mycket starkt beroende av dess vattenhalt. Vattenmättade jordar har således betydligt bättre vattengenomsläpplighet än torra jordar. 
För till exempel en torr sandjord som bevattnas, är det inte ovanligt att det bildas stående ytvatten som inte kan infiltrera marken innan markprofilen har fuktats upp ordentligt.

## Praktisk betydelse
Kännedom om markens vattengenomsläpplighet är av stor betydelse för alla bedömningar där grundvattenproblem ska belysas, exempelvis för val av lämpligt dikesavstånd vid täckdikning och vid materialval till dammvallar. Även prognoser om möjlig uttagsmängd av grundvatten, inläckagestorlek till tunnlar och schakter, påverkansavstånd från grundvattenbortledning, grundvattenflödesstorlekar m. fl. så kallade hydrogeologiska frågeställningar, kräver kännedom om representativ vattengenomsläpplighet i området där man påverkar eller studerar grundvattnet.